# Milichiella nigripes
Milichiella nigripes är en tvåvingeart som beskrevs av Malloch 1931. Milichiella nigripes ingår i släktet Milichiella och familjen sprickflugor. Artens utbredningsområde New South Wales, Australien.